# Llista d'alcaldes de Granollers
Llista d'alcaldes de Granollers:
- Pere Maspons i Cadafalch (1875-1877)
- Joan Xiol i Bosch (1899-1901)
- Esteve Vilageliu i Canellas (1901-1902)
- Josep Barangé i Bachs (1902-1903)
- Miquel Blanxart i Estapé (1903-1905)
- Jaume Estrada i Pagès (1905-1907)
- Antoni d'Argila i Matas (1907-1908)
- Salvador Paituví i Ventura (1908-1908)
- Josep Tardà i Mora (1908-1909)
- Antonio Sarroca i Sanz (1909-1910)
- Jaume Estrada i Pagès (1910-1912)
- Josep Barangé i Bachs (1912-1914)
- Josep Tardà i Mora (1914-1915)
- Manuel Pagès i Ramis (1916-1916)
- Francesc Torras i Villà (1916-1917)
- Eduard Pujol i Molas (1917-1917)
- Josep Barangé i Bachs (1917-1917)
- Eduard Pujol i Molas (1917-1918)
- Joan Montañà i Riera (1918-1920)
- Paulí Torras i Villà (1920-1922)
- Ramon Novellas i Lladó (1922-1923)
- Carles Puigrodon i Sirvent (1923-1923)
- Joaquim Bellet i Valls (1923-1924)
- Josep Barangé i Bachs (1924-1926)
- Antoni Cunillera i Farnés (1927-1927)
- Paulí Torras i Villà (1927-1930)
- Albert Rosàs i Macià (1930-1930)
- Esteve Camillo i Mustarós (1930-1931)
- Rafael Prades i Àngel (1931-1931)
- Esteve Camillo i Mustarós (1931-1934)
- Artur Gasset i Duran (1934-1936)
- Esteve Camillo i Mustarós (1936-1936)
- Manuel Fabregat i Celades (1936-1937)
- Joan Rovira i Pla (1937-1937)
- Manuel Fabregat i Celades (1937-1937)
- Pere Iglésias i Viadé (1937-1939)

| # | Nom | Nom                          | Inici mandat           | Fi de mandat           | Partit polític | Partit polític                       |
| - | --- | ---------------------------- | ---------------------- | ---------------------- | -------------- | ------------------------------------ |
|   |     | Josep Serra i Puigoriol      | 1 de febrer de 1939    | 27 de març de 1941     |                | Dictadura franquista                 |
|   |     | Ramon Sobrevia i Oriach      | 3 d'abril de 1941      | 31 d'octubre de 1941   |                | Dictadura franquista                 |
|   |     | Francesc Sagalés i Corderas  | 5 de novembre de 1941  | 19 de novembre de 1946 |                | Dictadura franquista                 |
|   |     | Francesc Camps i Puntas      | 23 de febrer de 1947   | 7 de juny de 1950      |                | Dictadura franquista                 |
|   |     | Jaume Raich i Serra          | 30 de juny de 1950     | 25 de setembre de 1952 |                | Dictadura franquista                 |
|   |     | Francesc Camp i Trias        | 30 d'octubre de 1952   | 27 de gener de 1953    |                | Dictadura franquista                 |
|   |     | Carles Font i Llopart        | 23 de febrer de 1953   | 2 de gener de 1963     |                | Dictadura franquista                 |
|   |     | Joaquim Trullàs i Cunillera  | 2 de gener de 1963     | 30 de maig de 1963     |                | Dictadura franquista                 |
|   |     | Francesc Llobet i Arnan      | 26 de juliol de 1963   | 9 d'abril de 1979      |                | Dictadura franquista                 |
|   |     | Rafael Ballús i Molina       | 19 d'abril de 1979     | 26 de juliol de 1986   |                | Partit dels Socialistes de Catalunya |
|   |     | Josep Pujadas i Maspons      | 26 de juliol de 1986   | 22 de maig de 1992     |                | Partit dels Socialistes de Catalunya |
|   |     | Josep Serratusell i Sitjes   | 22 de maig de 1992     | 21 de desembre de 1996 |                | Convergència i Unió                  |
|   |     | Josep Pujadas i Maspons      | 21 de desembre de 1996 | 31 d'octubre de 1998   |                | Partit dels Socialistes de Catalunya |
|   |     | Maria Carme Esplugas i Martí | 31 d'octubre de 1998   | 3 de juliol de 1999    |                | Convergència i Unió                  |
|   |     | Josep Pujadas i Maspons      | 3 de juliol de 1999    | 31 de gener de 2004    |                | Partit dels Socialistes de Catalunya |
|   |     | Josep Mayoral i Antigas      | 12 de febrer de 2004   | 29 de març de 2022     |                | Partit dels Socialistes de Catalunya |
|   |     | Alba Barnusell i Ortuño      | 1 d'abril de 2022      | En el càrrec           |                | Partit dels Socialistes de Catalunya |